# Comuna Novostrilțivka, Milove
Novostrilțivka (în ucraineană Новострільцівка) este o comună în raionul Milove, regiunea Luhansk, Ucraina, formată din satele Dzerjînske, Novostrilțivka (reședința) și Zaricine.

## Demografie
Componența lingvistică a comunei Novostrilțivka
     Ucraineană (54,62%)
     Rusă (40,34%)
     Alte limbi (0,31%)
Conform recensământului din 2001, majoritatea populației comunei Novostrilțivka era vorbitoare de ucraineană (54,62%), existând în minoritate și vorbitori de rusă (40,34%).